# 高島秀行
高島 秀行（たかしま ひでゆき、1968年7月26日 - ）は、大阪府大阪市生まれのエンジニア、実業家。2018年現在、GMOフィナンシャルホールディングス株式会社代表執行役会長、GMOクリック証券株式会社代表取締役会長、GMOコイン株式会社代表取締役会長、株式会社メディバンは代表取締役社長、GMOあおぞらネット銀行株式会社。

## 人物
もともとはオンライントレードである松井証券のネットストック開発の中心エンジニアであったが、その後も、数社でのオンライントレードシステムの開発やネットバンクの立ち上げにかかわり、アクセンチュアでは、オブジェクト指向の開発と金融系のネットビジネスのコンサルを担当。ライブドアでは夜間取引(PTS)とネット銀行の設立準備を担当した（約半年間）。
証券会社を作り、銀行や夜間取引（PTS）を作る準備や申請をしたため金融業界に広い人脈を持つ。本人の夢は、ネットでのすべての商品の取引や決済ができるユニバーサルバンクを作ることであるという。金融や証券に精通しているのはもちろん、最先端の技術（Javaやオブジェクト指向、開発プロセス）などにおいてもスペシャリストである。インターネットとWebマーケティングにも詳しく、マーケティング会社を使わず自らマーケティングを行っている。

## 略歴
- 浪速高等学校卒業
- 1993年 - 鳥取大学卒業
- 1993年 - 新日本証券（現みずほ証券）入社
- 1999年 - 株式会社ファイテック研究所で松井証券のオンライントレードシステムを開発。

その後も複数のインターネット証券・ネット銀行のシステムの開発と立ち上げにも携わる。
イーバンクのメルマネ気開やビッグローブのファイナンシャルサイト構築などその後も複数のインターネット証券・ネット銀行のシステムの開発と立ち上げにも携わる。
- 2002年 - アクセンチュア入社。インターネットビジネスやネット証券コンサルティング。また、技術系ではJavaやオブジェクト指向の開発コンサルティングを手掛ける。
- 2004年 - 11月に金融部門のシステム統括として株式会社ライブドア入社。主に証券と銀行の仕事を行う。

西京銀行と提携しての西京ライブドア銀行設立の設立準備の中心として銀行免許申請と銀行システムを統括する役割、ライブドア証券では、カブドットコム証券に先駆けライブドアで夜間取引(PTS)を始める企画を行う。
また、プロジェクトリーダーとして、システム開発、金融庁への申請などすべてを行う。ライブドアであったためか、PTSは認可が降りず後にライブドア事件のため中止となる。ただ、本人曰く半年しかいなかったが色々したので銀行、証券、PTSなどが申請からわかりすぐに作れる事がわかったとのこと。
- 2005年
  - 6月 - GMOインターネット入社。証券準備プロジェクトに参加する。
  - 10月28日 - GMOインターネット証券（現GMOクリック証券）代表取締役社長就任。
- 2014年
  - 1月28日 - 電子書籍の作成、販売等を手がける株式会社メディバンを設立、社長就任。
  - 6月24日 - GMOインターネット証券社長を退任し、代表取締役会長就任。

## 趣味
ソムリエになりたいほどのワイン好き、将来の夢はワイナリーを作ることともいわれている。また、かなりのアニメ・漫画好きな社長としても知られ、本人が公開しているブログ（社長ブログ2.0）のなかでも紹介されている。
好きなアニメ・漫画は、『HUNTER×HUNTER』と『鋼の錬金術師』で、1週間に購読している漫画雑誌の数は6種類にも及ぶという。また、中学時代には、100m走で未だに破られていない大阪府大会記録を出している。インターネットでは5年ほど前に千葉で大きなテニスサークルを作ったりと多芸。